# Пряник

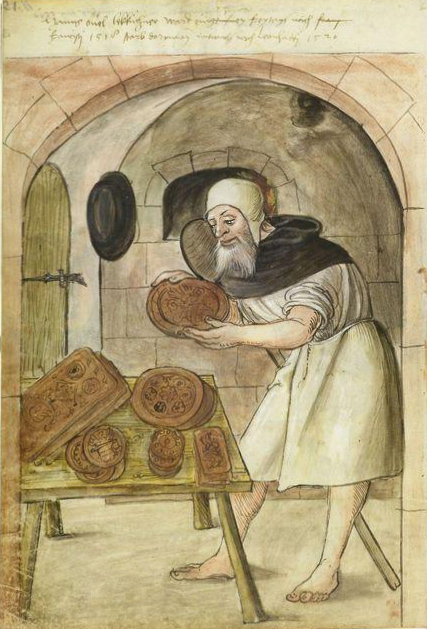
Виготовлення пряників у 1520 році. Німеччина

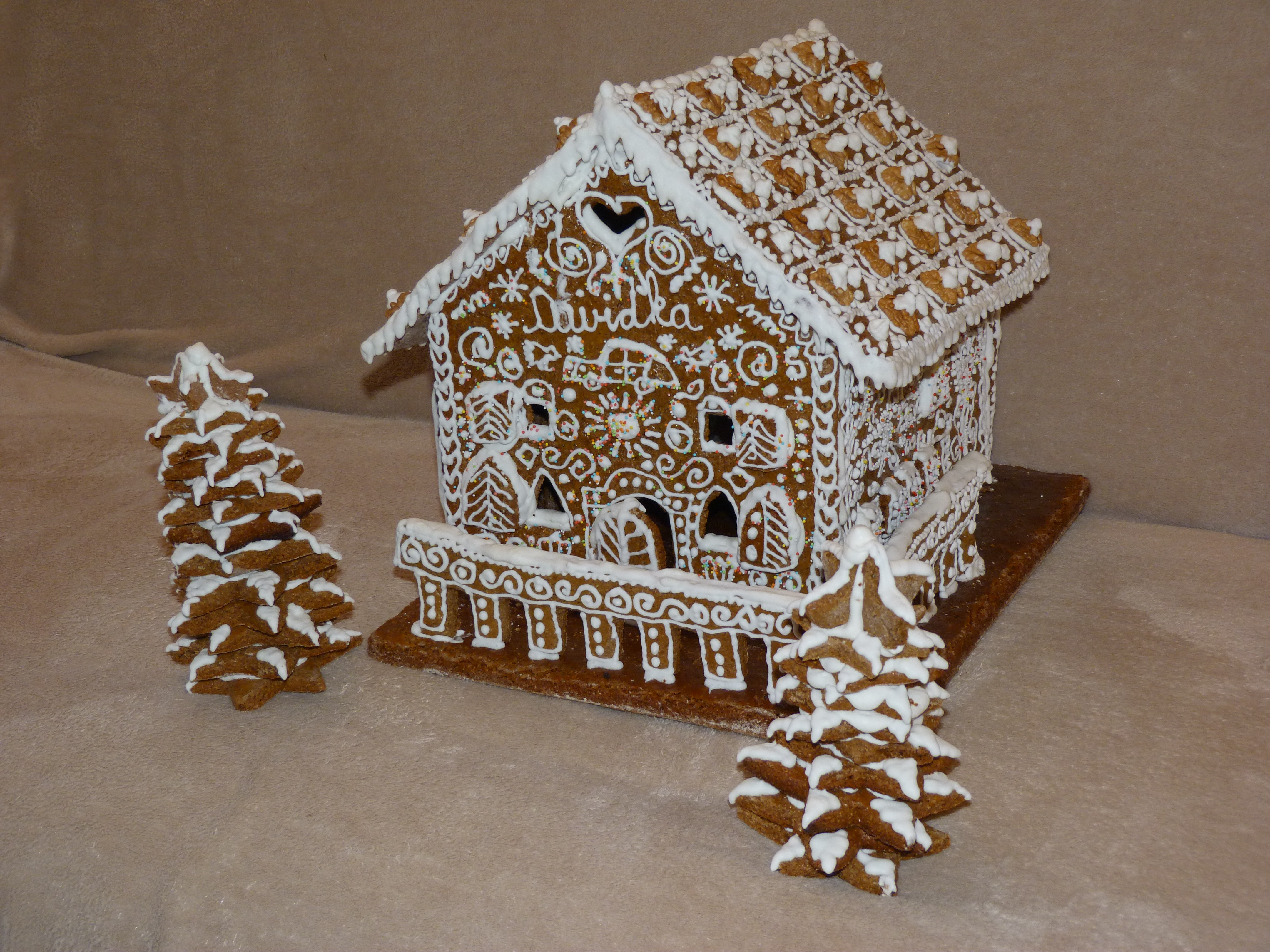
Пряник

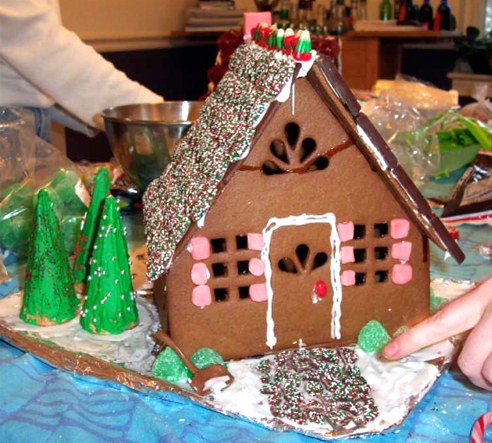
Сільська халупка з пряників.

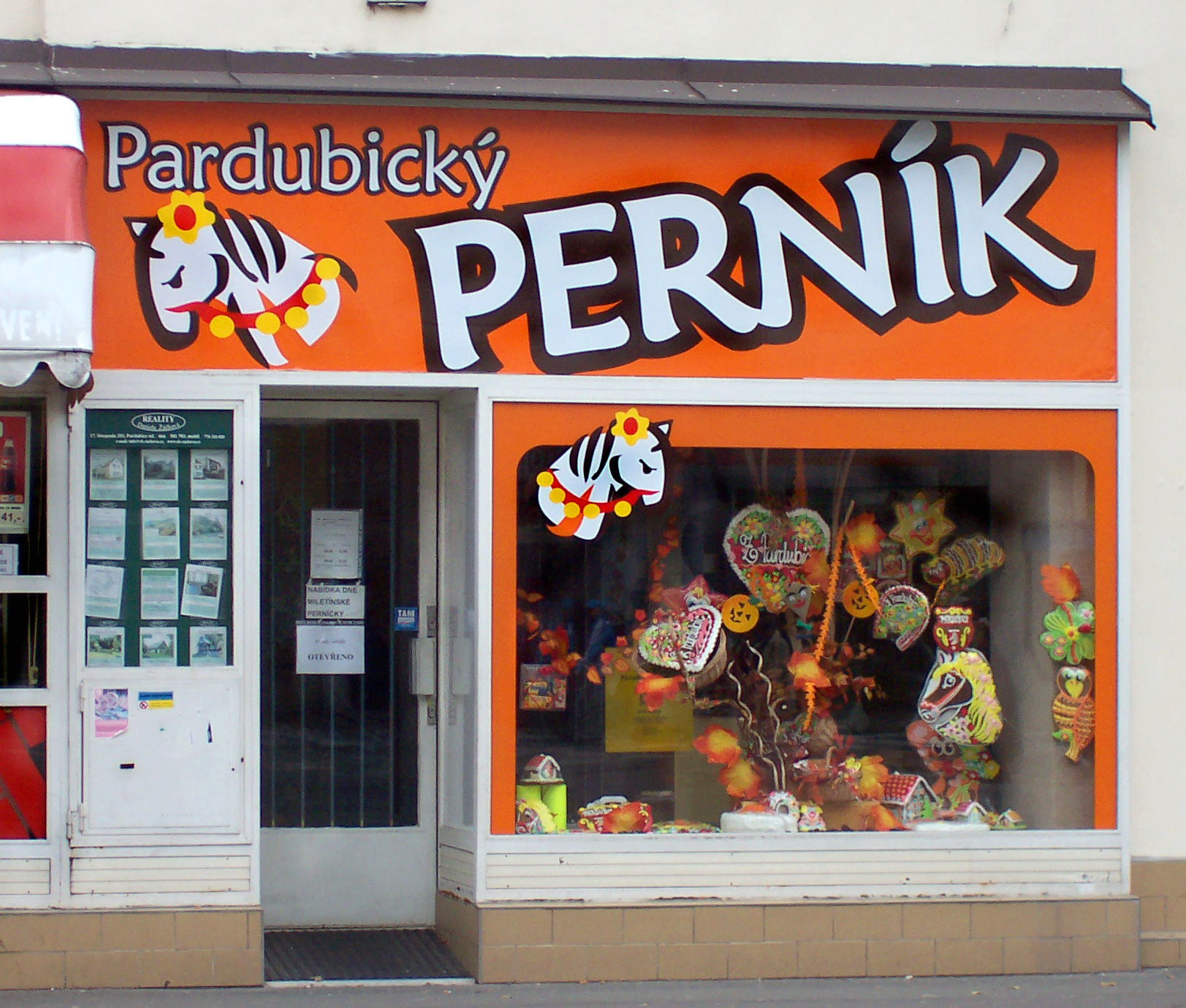
Крамничка пряників в Пардубіце в Чехії

Пря́ник — кондитерський виріб, солодке печиво з використанням борошна жита та домішками меду, патоки, цукрового сиропу і прянощів. Назва пряник вказує на використання в рецептах прянощів, діалектний варіант пірник виник внаслідок спрощення прасл. *pьpьrьnikъ (від *pьpьrь — «перець»).

## Історія виникнення
Поява пряника тісно пов'язана з розповсюдженням вирощування жита та випіканням хліба.
Про печиво з медом (прадавні пряники) знали вже в Стародавньому Єгипті. У Стародавньому Римі їх називали panus mellitus («медовий хліб»): їх і випікали з медом. На теренах Київської Русі їх називали «медовим хлібом», який відомий з IX століття. У цей хліб додавали рослинні соки, подрібнене коріння, а потім і прянощі, які завозили з країн Близького Сходу і навіть Індії.
У Німеччині до різдвяного або великоднього печива почали додавати імбир — так з'явилися перші імбирні пряники, або ж «лебкюхен». У Франції винахідником імбирних пряників вважають Григорія Нікопольського, який у 992 році нібито переселився до цієї країни з Вірменії і навчив тамтешніх ченців цьому рецепту.

## Види пряників
Залежно від способу виробництва розрізняють два види пряників: заварні і сирцеві.
Процес виготовлення заварних пряників відрізняється тим, що перед замісом тіста борошно заварюють цукрово-патоковим або цукрово-медовим сиропом. Залежно від кількості жиру в рецептурі виробу заварюють все борошно, або його частину.
Внаслідок різних технологій та рецептур заварні та сирцеві пряники істотно відрізняються за смаком. Заварні пряники мають більш пряний смак та аромат, довше зберігають свіжість у порівнянні з сирцевими пряниками.
Усі види пряників можна виготовляти як з начинкою, так і без неї. Як начинка використовується фруктова — з яблучного пюре або суміші яблучного і фруктового пюре, начинка фруктова з повидла або фруктової підварки. Начинка становить 10–17 % від маси пряників.
Пряники випускають з різноплановим зовнішнім оздобленням: глазуровані цукровим сиропом з добавками та без них, шоколадною глазур'ю, обсипані цукром, маком, ядрами горіхів.

## Рецепти пряників

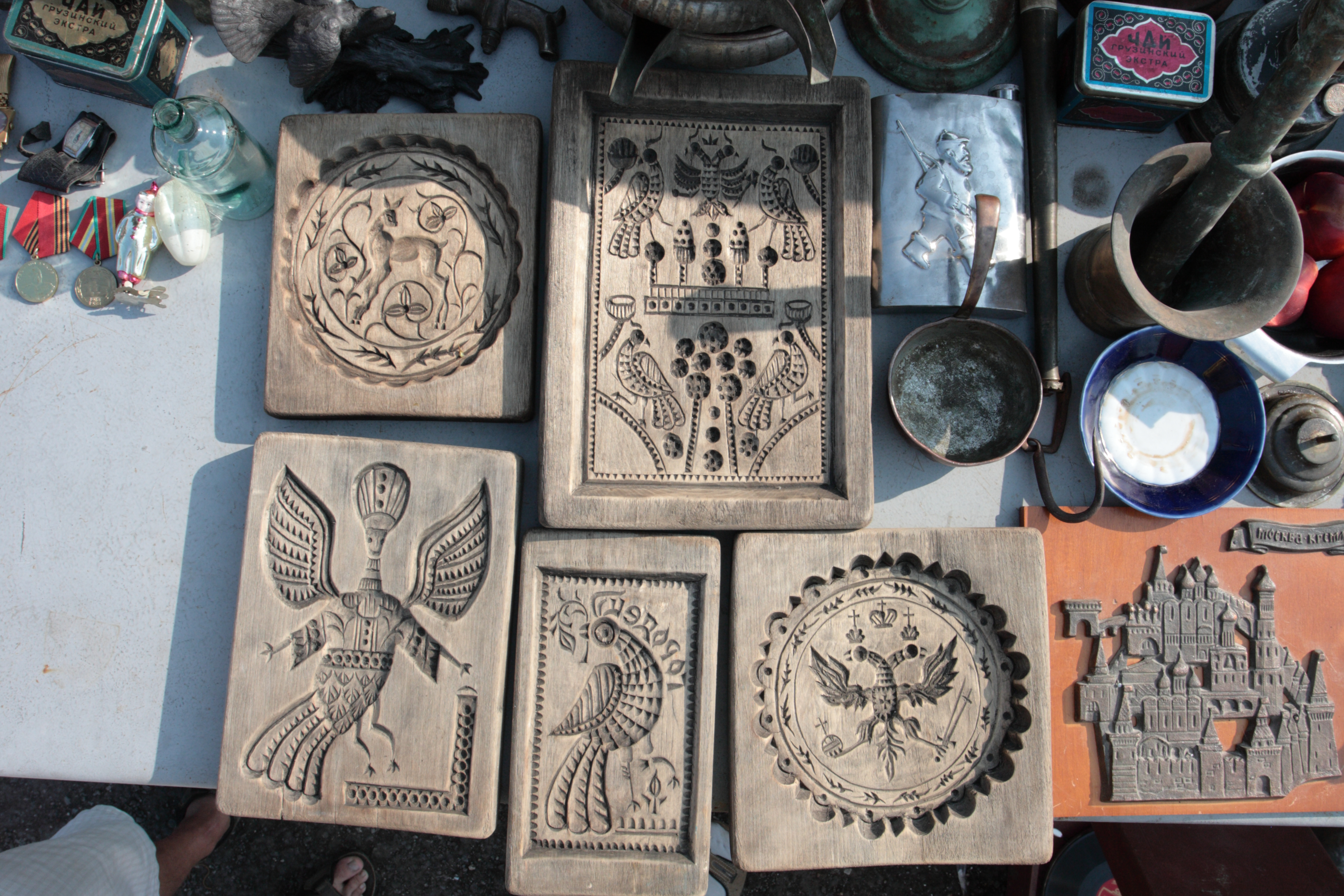
Дерев'яні форми городецьких пряників.

Існує багато рецептів пряників залежно від борошна і використання домішок, серед яких лимон, м'ята, кмин, різні горіхи, аніс, ваніль, цедра, кориця тощо. Сучасна технологія випікання праників невелика за часом — це чотири хвилини, але при температурі 300 градусів за Цельсієм.
Спершу виготовляли дерев'яні форми, куди закладали тісто, аби воно набуло особливої форми. Була така професія — різьбяр пряникових форм. В кожному пряниковому центрі були власні форми, що надавали кулінарним виробам місцевого забарвлення, особливої форми.
Важливою особливістю пряників була і залишається здатність до вживання як у свіжому, так і у черствому вигляді.
Пряники можуть мати різноманітну форму, навіть невеличких архітектурних споруд. Різняться вони і вагою, є пряники у декілька грамів, найбільший мав 16 кілограмів («пудовий»).

## Центри випікання пряників
У Європі відомі центри виготовлення пряників розташовуються в містах Харків (Україна), Торунь (Польща), Пардубице (Чехія), Нюрнберг (Баварія, Німеччина) тощо.